# Costa Knox

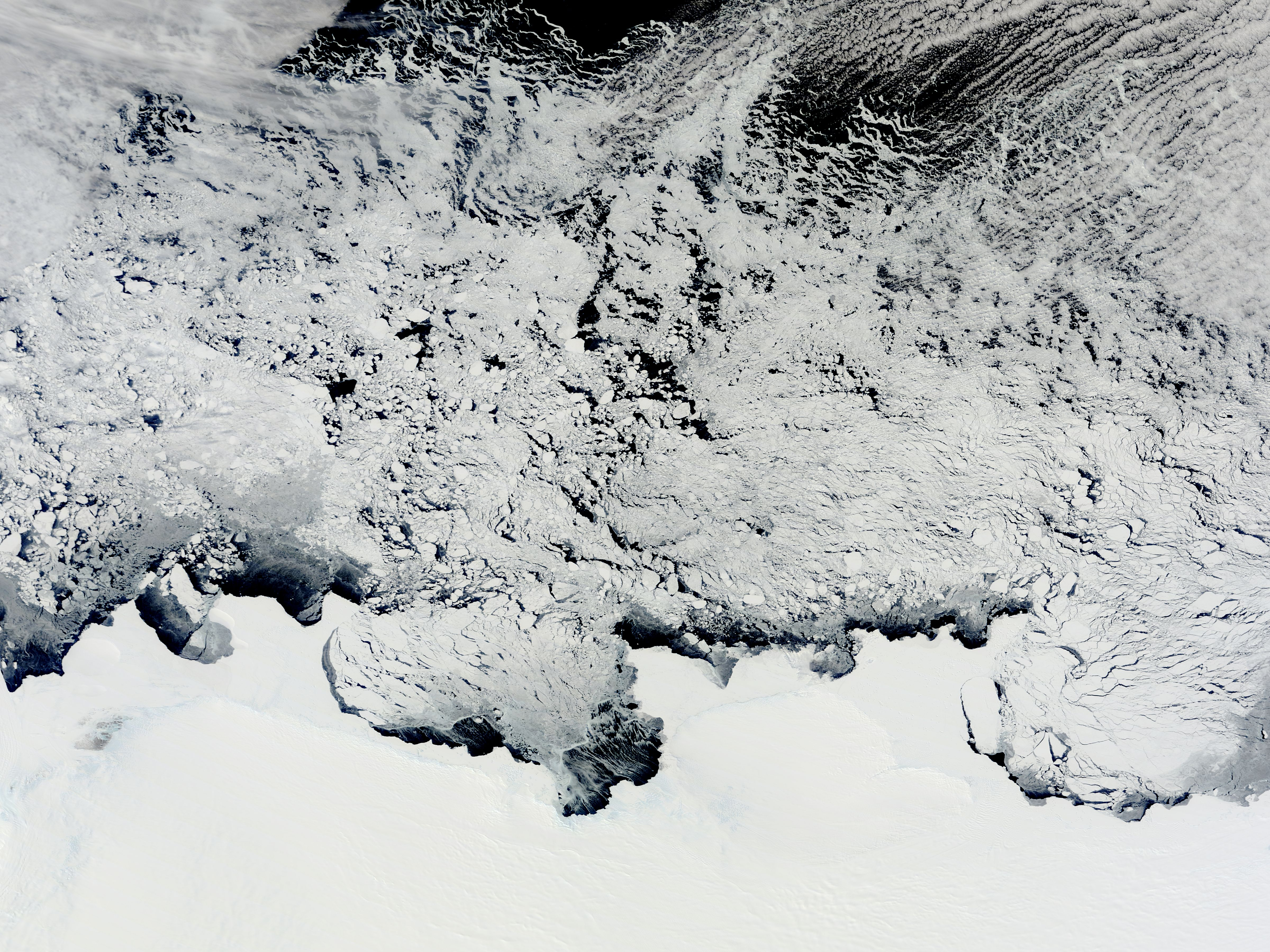
Imatge de la Costa Knox realitzada per la NASA.

La costa Knox (en anglès, Knox Coast) és la part més occidental de la costa de la Terra de Wilkes a l'Antàrtida Oriental. S'estén entre el cap Hordern (66°15′S 66° 15′ S, 100° 31′ E / 66.250°S,100.517°E / 66° 53′ S, 109° 16′ E / 66.883°S,109.267°E.250, 100.517) en els pujols Bunger, límit amb la Terra de la Reina Mary, i les petites illes Hatch (66° 15′ S, 100° 31′ E / 66.250°S,100.517°E 66° 53′ S, 109° 16′ E / 66.883°S,109.267°E / -66.883, 109.267) en l'entrada oest de la badia Vincennes, límit amb la costa Budd.
L'àrea és reclamada per Austràlia com a part del Territori Antàrtic Australià, però està subjecta a les restriccions establertes pel Tractat Antàrtic.
Part de la costa oest està ocupada per la barrera de gel Shackleton, que va de la costa cap a fora fins a la completament coberta de gel illa Bowman. Aquesta illa va ser descoberta el 28 de gener del 1931 per l'Expedició de recerca antàrtica britànica, australiana i neozelandesa (BANZARE), liderada per Douglas Mawson. A la barrera de gel es troba l'arxipèlag Highjump, enfront de la costa Knox i l'illa Mill.
Aquesta costa Knox va ser descoberta al febrer del 1840 per l'Expedició Wilkes dels Estats Units, liderada per Charles Wilkes, qui la va nomenar en homenatge al tinent Samuel R. Knox, capità d'un dels vaixells de l'expedició, l'USS Flying Fish.
La Unió Soviètica va inaugurar el 15 d'octubre del 1956 una estació científica denominada Base Oasi o Oazis a l'àrea central dels pujols o oasis Bunger 66° 16′ 29″ S, 100° 44′ 49″ E / 66.27472°S,100.74694°E 66° 16′ 29″ S, 100° 44′ 49″ E / 66.27472°S,100.74694°E / -66.27472, 100.74694. La base va ser tancada el 17 de novembre del 1958 i el 21 de gener del 1959 va ser lliurada a Polònia i canviada de nom Base A. B. Dobrowolski, però només va ser ocupada per unes poques setmanes. Entre el 22 de febrer i el 17 de març del 1979 la base va ser reactivada per Polònia, però els seus ocupants hagueren d'evacuar-la cap a la Base Mirni.
El 1987 la Unió Soviètica va construir la Base Oasi 2 a uns pocs centenars de metres de A. B. Dobrowolski, sent utilitzada en la temporada d'estiu fins a mitjan dècada del 1990. A 7 km de Dobrowolski Austràlia va construir l'estació d'estiu Edgeworth David.
A 1340 km al sud de la costa es troba la Base Vostok de Rússia, inaugurada el 16 de desembre del 1957 i d'operació permanent.